# جزيرة الشطار
جزيرة الشطار مسلسل أنمي ياباني من إنتاج إستديو بيرو عرض لأول مره في 13 ديسمبر 1993 واستمر عرضه حتى 31 مارس 2008 .
تمت دبلجة المسلسل للعربية.

## القصة
أحداث المسلسل حول أربعة أصدقاء يمرحون ويلعبون معا ويخوضون الكثير من المغامرات الشيقة والمثيرة ويقعون في المتاعب أحيانا ولكن كونهم من جزيرة الشطار يستطيعون تخطي المتاعب.

## روابط خارجية
- (باليابانية) Official Website
- (باليابانية) Official Anime Website
- (باليابانية) Official TV Setouchi Website
- (بالصينية) Shimajiro Chinese official website
- Official Anime English Website
- جزيرة الشطار على موقع نتفليكس (الإنجليزية)
- جزيرة الشطار على موقع ANN anime (الإنجليزية)